# Котів яр (заказник)
Котів яр — гідрологічний заказник місцевого значення в  Шполянському районі Черкаської області.

## Опис
Опис
Заказник площею 30,8 га розташовано біля с. Сигнаївка у долині річки. 
Як об'єкт природно-заповідного фонду створено рішенням Черкаського облвиконкому від 28.11.1979 р. № 597. Землекористувач або землевласник, у віданні якого перебуває заповідний об'єкт — Сигнаївська сільська рада.
Під охороною водно-болотний масив з типовою рослинністю, регулятор гідрологічного режиму місцевості.

## Галерея

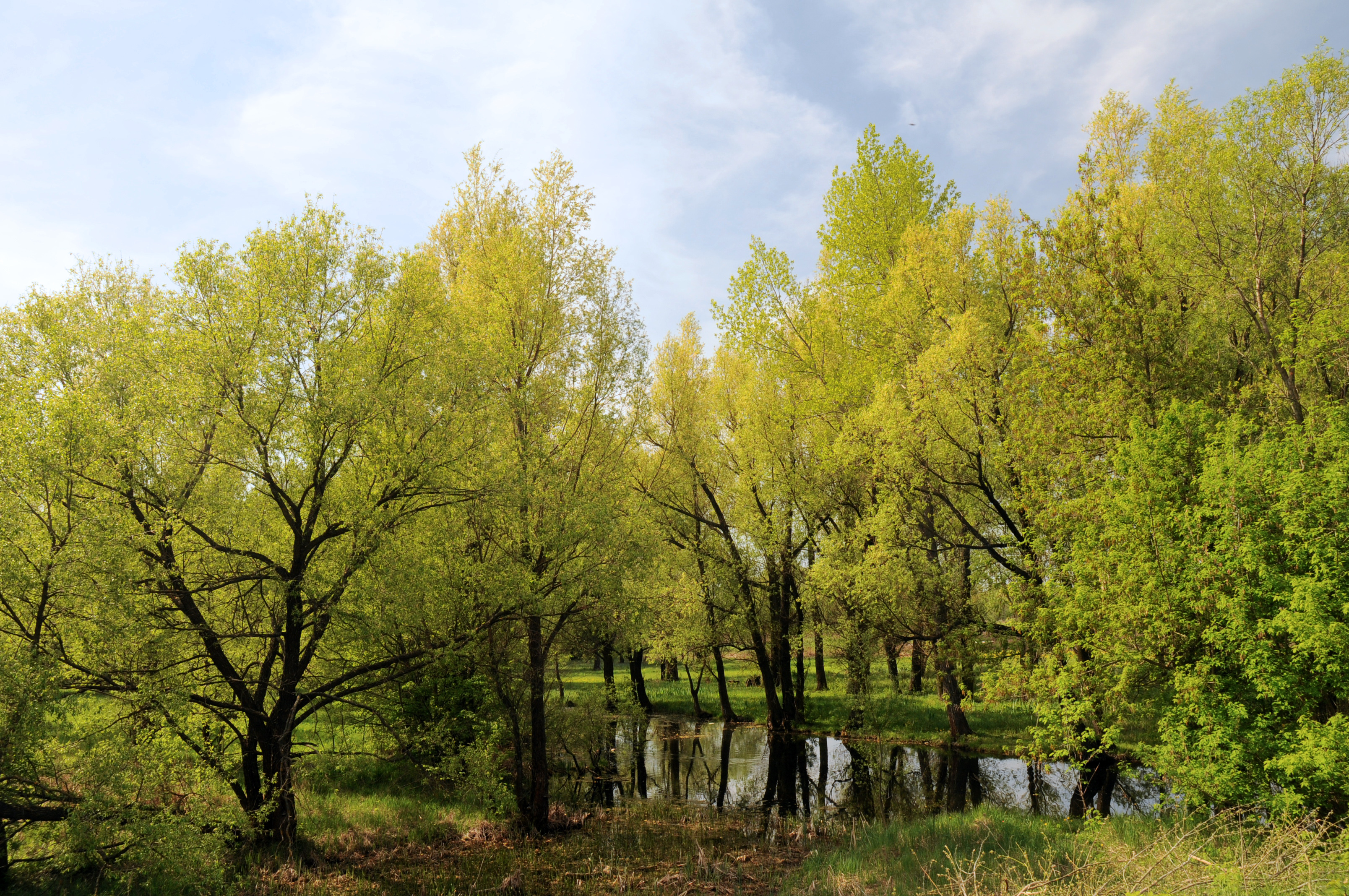
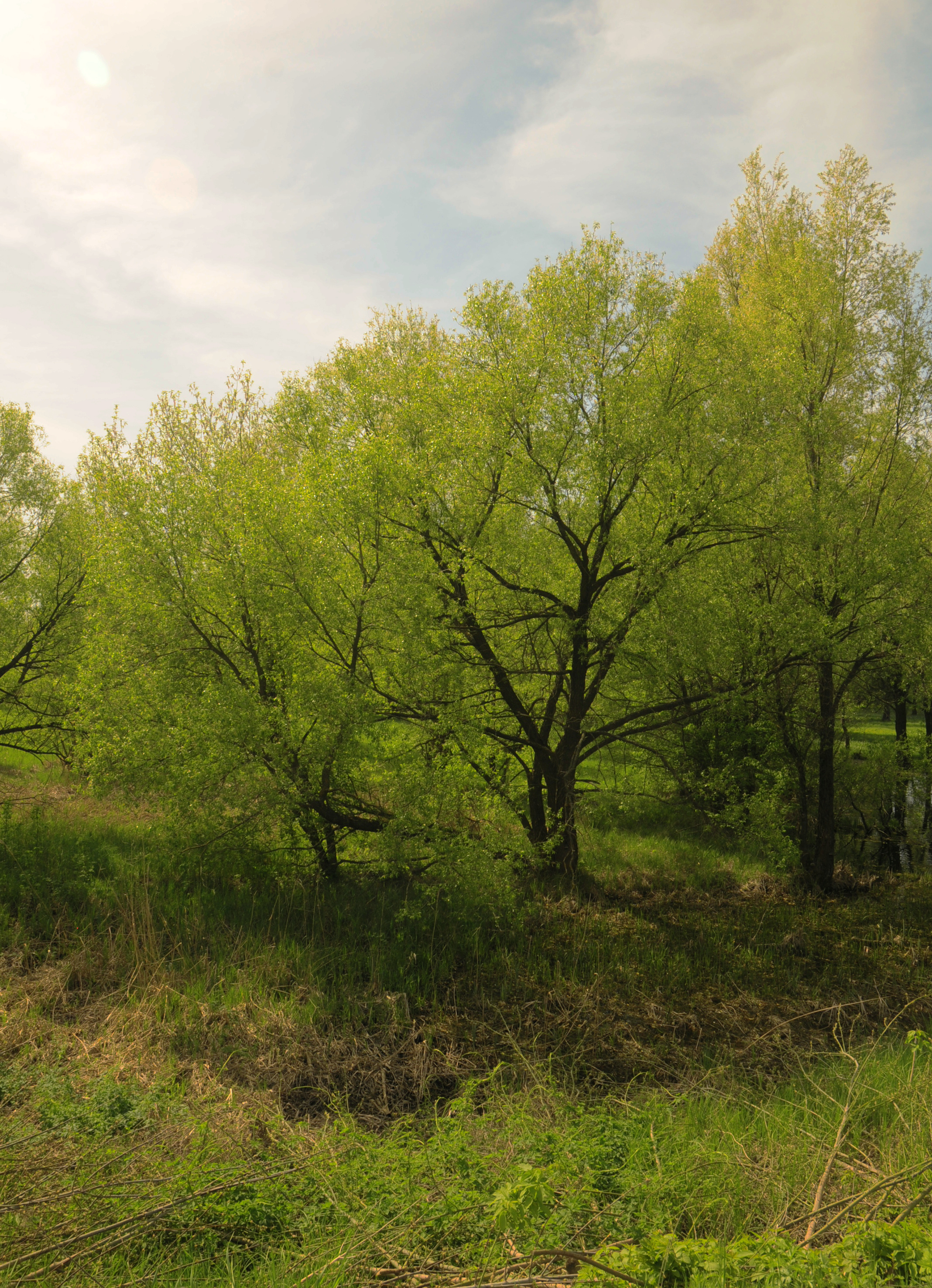